# 大和田明
大和田 明（おおわだ あきら、1934年3月21日 - 2001年3月4日）は、茨城県西茨城郡友部町（現在の笠間市）出身で、1950年代後半から1960年代にかけて活躍したプロ野球選手。現役時代のポジションは、外野手（捕手としての試合出場もあり）。1965年の登録名は大和田明良。

## 経歴
茨城高等学校では1950年秋季関東大会県予選準決勝に進むが、水戸商に惜敗。翌1951年夏の甲子園県予選でも準決勝で水戸一高に敗れる。
卒業後は高崎理研を経て、1955年に西鉄ライオンズへ入団。終盤の9月16日に毎日オリオンズ戦で同試合5人目の捕手としてマスクを被るも、気分が舞い上がってしまい、本堂保弥のスクイズバントに対応できずサヨナラ負けを喫する。その後も、気性の激しい性格を監督の三原脩に敬遠され、一軍のレギュラーを獲ることができず二軍でくすぶっていた。1957年オフに西鉄球団から来期の契約についての連絡がない状態であったところ、西鉄の鵜狩道夫・佐川守一の獲得交渉のために福岡に乗り込んでいた広島カープの監督・白石勝巳が大和田行きつけのスナックに入り、二人は偶然出会う。大和田は西鉄をクビになると思っていたため、白石に対して自分も広島で引き取ってもらうように頼み込む。白石はこれを了承して西鉄に申し入れを行い、金銭トレードでの広島入団が決定した。
広島入団以降は素質を開花させ、1年目の1958年からレギュラー外野手に定着。4月17日の対巨人戦で四番打者に起用されるなど、森永勝治・藤井弘らとともにクリーンナップを打ち、初の規定打席に達して、打率.234（リーグ21位）を記録する。14本塁打、45打点はいずれも藤井に次いでチーム2位であった。翌1959年はシーズン途中から四番を任され、6月20日の対大洋ホエールズ戦でサイクルヒットを達成。シーズンでは当時の球団記録となるシーズン23本塁打、79打点を挙げ、白石勝巳以来チーム2人目のベストナインにも選ばれる。肩も強く、同年は13補殺を記録している。その後も主砲としてチームの中心打者を務めるが、1963年以降はトップバッターも務めて、同年は自己最高の打率.291（リーグ10位）、1964年は打率.279（リーグ11位）を記録するとともに、リーグ2位の155安打を打った。この間、オールスターゲームにも4度出場。
1965年は打率.238、1966年は打率.254と成績は下降線を辿る。さらに1966年8月28日の対大洋戦の直前に腹痛のため帰宅し、医師により急性腸炎と診断される。しかし、大和田が球場を離れたことが首脳陣に伝わっておらず、無断で球場を離れたとして、罰金3万円、謹慎1週間の処分を受けた。1967年は苑田聡彦の台頭により出番が減り、同年オフに金銭トレードで南海ホークスへ移籍。1968年は1割台の打率に終わり、さらに監督が大和田を引っ張ってきた鶴岡一人から飯田徳治へ交代したこともあり、「鶴岡さんがやめるのなら、おれも一緒にやめる」として、この年限りで現役引退した。
引退後は、府中町でスナック「大和田」を開くが5年で閉店。次にゴルフのアシスタントプロとなり、三滝ゴルフセンターに務めるが、朝9時から夜9時まで客の前で何度も打って見せているうちに、体重が81㎏から70㎏に落ち込んで退職。広島市内にゴルフショップ大和田を開いた。のちにレッスンプロの資格を取得し、その後アマチュア復帰。日本シニア選手権出場を目指していたが、2001年3月4日に病気により死去した。66歳没。

## 人物
広島カープ在籍時のチームメイトからのニックネームは「ボス」であった。気性が激しく、闘志あふれる荒々しいプレーとファイトが持ち味だったが、以下のような逸話がある。
- 近鉄とのオープン戦で捕手と派手な乱闘を演じたこともある。
- 三振するとヘルメットをかなぐり捨てたり、バットを叩きつけたりと、その派手なジェスチャーは観客を喜ばせていたが、当時の日本人選手としては異色の選手であった。
- 広島への入団会見の発言が強烈で、「自分は三原監督に嫌われ西鉄を追い出された。今に見ていろ。必ず見返してやる！」と発言した。

西鉄ライオンズ時代によく選手の相撲のトーナメント大会が開かれたが、決勝戦に残るのは決まって中西太と大和田であった。しかし、大和田も中西のつりには敵わなかったという。

## 詳細情報

### 年度別打撃成績
| 年 度      | 球 団      | 試 合 | 打 席 | 打 数 | 得 点 | 安 打 | 二 塁 打 | 三 塁 打 | 本 塁 打 | 塁 打 | 打 点 | 盗 塁 | 盗 塁 死 | 犠 打 | 犠 飛 | 四 球 | 敬 遠 | 死 球 | 三 振 | 併 殺 打 | 打 率 | 出 塁 率 | 長 打 率 | O P S |
| ---------- | ---------- | ----- | ----- | ----- | ----- | ----- | -------- | -------- | -------- | ----- | ----- | ----- | -------- | ----- | ----- | ----- | ----- | ----- | ----- | -------- | ----- | -------- | -------- | ----- |
| 1955       | 西鉄       | 32    | 33    | 33    | 3     | 7     | 0        | 0        | 2        | 13    | 4     | 0     | 0        | 0     | 0     | 0     | 0     | 0     | 13    | 0        | .212  | .212     | .394     | .606  |
| 1956       | 西鉄       | 21    | 22    | 21    | 3     | 5     | 2        | 0        | 0        | 7     | 0     | 0     | 3        | 0     | 0     | 1     | 0     | 0     | 7     | 0        | .238  | .273     | .333     | .606  |
| 1957       | 西鉄       | 15    | 15    | 15    | 2     | 2     | 0        | 1        | 0        | 4     | 0     | 1     | 0        | 0     | 0     | 0     | 0     | 0     | 4     | 0        | .133  | .133     | .267     | .400  |
| 1958       | 広島       | 120   | 401   | 372   | 39    | 87    | 15       | 7        | 14       | 158   | 45    | 7     | 6        | 8     | 3     | 17    | 3     | 1     | 67    | 3        | .234  | .269     | .425     | .694  |
| 1959       | 広島       | 128   | 535   | 480   | 69    | 127   | 34       | 6        | 23       | 242   | 79    | 10    | 6        | 3     | 5     | 45    | 7     | 2     | 100   | 13       | .265  | .330     | .504     | .834  |
| 1960       | 広島       | 125   | 504   | 468   | 52    | 119   | 26       | 7        | 18       | 213   | 60    | 9     | 1        | 1     | 5     | 28    | 7     | 2     | 84    | 8        | .254  | .299     | .455     | .754  |
| 1961       | 広島       | 116   | 383   | 353   | 41    | 96    | 19       | 4        | 14       | 165   | 56    | 3     | 4        | 0     | 5     | 20    | 1     | 5     | 63    | 7        | .272  | .320     | .467     | .788  |
| 1962       | 広島       | 116   | 398   | 375   | 37    | 95    | 14       | 2        | 9        | 140   | 33    | 4     | 3        | 2     | 4     | 14    | 1     | 3     | 44    | 10       | .253  | .286     | .373     | .659  |
| 1963       | 広島       | 128   | 522   | 492   | 65    | 143   | 23       | 2        | 19       | 227   | 47    | 8     | 7        | 6     | 2     | 20    | 1     | 2     | 44    | 14       | .291  | .321     | .461     | .782  |
| 1964       | 広島       | 139   | 593   | 556   | 58    | 155   | 20       | 3        | 18       | 235   | 59    | 15    | 13       | 6     | 3     | 25    | 3     | 3     | 51    | 11       | .279  | .313     | .423     | .736  |
| 1965       | 広島       | 127   | 469   | 449   | 40    | 107   | 18       | 4        | 7        | 154   | 30    | 10    | 4        | 5     | 1     | 13    | 1     | 1     | 43    | 15       | .238  | .261     | .343     | .604  |
| 1966       | 広島       | 104   | 421   | 389   | 41    | 99    | 14       | 3        | 13       | 158   | 30    | 1     | 4        | 4     | 1     | 25    | 2     | 2     | 37    | 12       | .254  | .303     | .406     | .709  |
| 1967       | 広島       | 107   | 325   | 301   | 24    | 66    | 6        | 1        | 8        | 98    | 30    | 1     | 1        | 3     | 5     | 15    | 2     | 1     | 24    | 8        | .219  | .259     | .326     | .584  |
| 1968       | 南海       | 71    | 157   | 137   | 9     | 25    | 4        | 2        | 2        | 39    | 13    | 0     | 0        | 4     | 2     | 12    | 0     | 2     | 16    | 1        | .182  | .258     | .285     | .543  |
| 通算：14年 | 通算：14年 | 1349  | 4778  | 4441  | 483   | 1133  | 195      | 42       | 147      | 1853  | 486   | 69    | 52       | 42    | 36    | 235   | 28    | 24    | 597   | 102      | .255  | .296     | .417     | .713  |

- 各年度の太字はリーグ最高

### 表彰
- ベストナイン：1回（1959年）

### 記録
節目の記録
- 1000試合出場：1965年7月29日 ※史上98人目

その他の記録
- サイクルヒット：1回（1959年6月20日、対大洋ホエールズ戦、広島市民球場） ※史上16人目
- オールスターゲーム出場：4回（1959年、1960年、1963年、1964年）

### 背番号
- 56（1955年 - 1957年）
- 8（1958年 - 1967年）
- 7（1968年）

### 登録名
- 大和田 明 （おおわだ あきら、1955年 - 1964年、1966年 - 1968年）
- 大和田 明良 （おおわだ あきら、1965年）